# Fahrenholzia zacatecae
Fahrenholzia zacatecae är en insektsart som beskrevs av Ferris 1922. Fahrenholzia zacatecae ingår i släktet Fahrenholzia och familjen ledlöss. Inga underarter finns listade i Catalogue of Life.